# Dalmianagar
Dalmianagar är en ort i Indien.   Den ligger i distriktet Rohtās och delstaten Bihar, i den nordöstra delen av landet, 800 km sydost om huvudstaden New Delhi. Dalmianagar ligger 113 meter över havet och antalet invånare är 29 962.
Terrängen runt Dalmianagar är huvudsakligen platt, men västerut är den kuperad. Terrängen runt Dalmianagar sluttar österut. Runt Dalmianagar är det tätbefolkat, med 427 invånare per kvadratkilometer. Närmaste större samhälle är Dehri, 3,9 km nordost om Dalmianagar. Trakten runt Dalmianagar består till största delen av jordbruksmark.